# Istenszülő elszenderedése fatemplom (Királyhágó)
A királyhágói Istenszülő elszenderedése fatemplom műemlékké nyilvánított épület Romániában, Kolozs megyében. A romániai műemlékek jegyzékében a  CJ-II-m-B-07539 sorszámon szerepel.